# 2007-es brit túraautó-bajnokság
A 2007-es BTCC szezon volt az 50. szezonja a brit túraautó-bajnokságnak. 30 futamból (10 forduló) állt, március 31-től október 14-ig tartott.

## Versenynaptár
| Szám     | Pálya          | Dátum         | Pole pozíciós versenyző                          | Pole pozíciós csapat                  | Győztes versenyző                                  | Győztes csapat                          |
| -------- | -------------- | ------------- | ------------------------------------------------ | ------------------------------------- | -------------------------------------------------- | --------------------------------------- |
| 1 2 3    | Brands Hatch   | Március 31.   | Colin Turkington Jason Plato Fabrizio Giovanardi | Team RAC SEAT Sport UK VX Racing      | Jason Plato Matt Neal                              | SEAT Sport UK Team Dynamics             |
| 4 5 6    | Rockingham     | Április 21.   | Darren Turner Fabrizio Giovanardi John George    | SEAT Sport UK VX Racing TH Motorsport | Fabrizio Giovanardi Jason Plato                    | VX Racing SEAT Sport UK                 |
| 7 8 9    | Thruxton       | Május 5.      | Fabrizio Giovanardi David Pinkney                | VX Racing A-Tech                      | Fabrizio Giovanardi Jason Plato                    | VX Racing SEAT Sport UK                 |
| 10 11 12 | Croft          | Június 2.     | Gordon Shedden Colin Turkington John George      | Team Halfords Team RAC TH Motorsport  | Colin Turkington Darren Turner Fabrizio Giovanardi | Team RAC SEAT Sport UK VX Racing        |
| 13 14 15 | Oulton Park    | Június 23.    | Gordon Shedden Adam Jones                        | Team Halfords Team Air Cool           | Gordon Shedden Colin Turkington Mat Jackson        | Team Halfords Team RAC Jacksons M.Sport |
| 16 17 18 | Donington Park | Július 14.    | Gordon Shedden Colin Turkington                  | Team Halfords Team RAC                | Gordon Shedden Jason Plato                         | Team Halfords SEAT Sport UK             |
| 19 20 21 | Snetterton     | Július 28.    | Colin Turkington Gordon Shedden Tom Onslow-Cole  | Team RAC Team Halfords Team RAC       | Gordon Shedden Fabrizio Giovanardi Tom Onslow-Cole | Team Halfords VX Racing Team RAC        |
| 22 23 24 | Brands Hatch   | Augusztus 18. | Colin Turkington Fabrizio Giovanardi Adam Jones  | Team RAC VX Racing Team Air Cool      | Fabrizio Giovanardi Colin Turkington               | VX Racing Team RAC                      |
| 25 26 27 | Knockhill      | Szeptember 1. | Darren Turner Mike Jordan                        | SEAT Sport UK Team Eurotech           | Darren Turner Gordon Shedden                       | SEAT Sport UK Team Halfords             |
| 28 29 30 | Thruxton       | Október 13.   | Tom Chilton Fabrizio Giovanardi Tom Coronel      | VX Racing SEAT Sport UK               | Fabrizio Giovanardi Mat Jackson                    | VX Racing Jacksons M.sport              |

## Versenyzők
| Versenyzői világbajnokság | Versenyzői világbajnokság | Versenyzői világbajnokság |
| Pozíció                   | Versenyző                 | Pont                      |
| ------------------------- | ------------------------- | ------------------------- |
| 1                         | Fabrizio Giovanardi       | 300                       |
| 2                         | Jason Plato               | 297                       |
| 3                         | Gordon Shedden            | 200                       |
| 4                         | Matt Neal                 | 195                       |
| 5                         | Colin Turkington          | 184                       |
| 6                         | Darren Turner             | 160                       |
| 7                         | Mat Jackson               | 158                       |
| 8                         | Mike Jordan               | 131                       |
| 9                         | Tom Chilton               | 130                       |
| 10                        | Tom Onslow-Cole           | 109                       |
| 11                        | Adam Jones                | 72                        |
| 12                        | Matt Allison              | 29                        |
| 13                        | Gaven Smith               | 17                        |
| 14                        | Gareth Howell             | 16                        |
| 15                        | Alain Menu                | 13                        |
| 16                        | Jason Hughes              | 13                        |
| 17                        | Tom Coronel               | 10                        |
| 18                        | Eoin Murray               | 9                         |
| 19                        | John George               | 2                         |
| 20                        | David Pinkney             | 7                         |
| 21                        | Martyn Bell               | 3                         |
| 22                        | Tom Ferrier               | 2                         |
| 23                        | Erkut Kizilirmak          | 2                         |
| 24                        | Chris Stockton            | 2                         |
| 25                        | Simon Banckley            | 1                         |
| 26                        | Rob Collard               | 1                         |
| 27                        | Alan Taylor               | 1                         |
| 28                        | Richard Marsh             | 0                         |
| 29                        | Rick Kerry                | 0                         |
| 30                        | Jim Pocklington           | 0                         |
| 31                        | Fiona Leggate             | 0                         |
| 32                        | Paul O’Neill              | 0                         |
| 33                        | Nick Leason               | 0                         |

## Gyártók
| Gyártó világbajnokság | Gyártó világbajnokság | Gyártó világbajnokság |
| Pozíció               | Gyártó                | Pont                  |
| --------------------- | --------------------- | --------------------- |
| 1                     | Vauxhall              | 637                   |
| 2                     | SEAT                  | 623                   |